# Nupserha cerrutii
Nupserha cerrutii är en skalbaggsart som beskrevs av Stefan von Breuning 1953. Nupserha cerrutii ingår i släktet Nupserha och familjen långhorningar. Inga underarter finns listade i Catalogue of Life.